# 聖城 (加利福尼亞州)
聖城（英語：Holy City）是位於美國加利福尼亞州聖塔克拉拉縣的一個非建制地區。該地的面積和人口皆未知。

## 地理
聖城的座標為37°09′25″N 121°58′44″W / 37.15694°N 121.97889°W，而該地的平均海拔高度為124米（即407英尺）。